# Gran Premi de Bahrain del 2005
Resultats del Gran Premi de Bahrain de Fórmula 1 de la temporada 2005, disputat al circuit de Sakhir, el 3 d'abril del 2005.

## Resultats
| Pos | No | Pilot                | Equip              | Voltes | Temps/ Retirada      | Pos. de sortida | Punts |
| --- | -- | -------------------- | ------------------ | ------ | -------------------- | --------------- | ----- |
| 1   | 5  | Fernando Alonso      | Renault            | 57     | 1h 29' 18. 531       | 1               | 10    |
| 2   | 16 | Jarno Trulli         | Toyota             | 57     | + 13.4 s             | 3               | 8     |
| 3   | 9  | Kimi Räikkönen       | McLaren - Mercedes | 57     | + 32.0 s             | 9               | 6     |
| 4   | 17 | Ralf Schumacher      | Toyota             | 57     | + 53.2 s             | 6               | 5     |
| 5   | 10 | P.de la Rosa         | McLaren - Mercedes | 57     | + 1' 04.9 min.       | 8               | 4     |
| 6   | 7  | Mark Webber          | Williams - BMW     | 57     | + 1' 14.7 min.       | 5               | 3     |
| 7   | 12 | Felipe Massa         | Sauber - Petronas  | 56     | + 1 Volta            | 12              | 2     |
| 8   | 14 | David Coulthard      | RBR-Cosworth       | 56     | + 1 Volta            | 14              | 1     |
| 9   | 2  | Rubens Barrichello   | Ferrari            | 56     | + 1 Volta            | 20              |       |
| 10  | 18 | Tiago Monteiro       | Jordan - Toyota    | 55     | + 2 Voltes           | 16              |       |
| 11  | 11 | Jacques Villeneuve   | Sauber - Petronas  | 54     | Suspensions (a 2 v.) | 15              |       |
| 12  | 20 | Patrick Friesacher   | Minardi - Cosworth | 54     | + 3 Voltes           | 19              |       |
| 13  | 21 | Christijan Albers    | Minardi - Cosworth | 53     | + 4 Voltes           | 18              |       |
| Ret | 3  | Jenson Button        | BAR - Honda        | 46     | Embragatge           | 11              |       |
| Ret | 4  | Takuma Sato          | BAR - Honda        | 27     | Frens                | 13              |       |
| Ret | 8  | Nick Heidfeld        | Williams - BMW     | 25     | Motor                | 4               |       |
| Ret | 1  | Michael Schumacher   | Ferrari            | 12     | Hidràulics           | 2               |       |
| Ret | 6  | Giancarlo Fisichella | Renault            | 4      | Motor                | 10              |       |
| Ret | 19 | Narain Karthikeyan   | Jordan - Toyota    | 2      | Part elèctrica       | 17              |       |
| NVS | 15 | Christian Klien      | RBR - Cosworth     | 0      | Part elèctrica       | 7               |       |

## Altres
- Pole: Fernando Alonso 3' 01. 902 (temps acumulat de les 2 tandes)

- Volta ràpida: Pedro Martínez de la Rosa 1' 31. 447 (a la volta 43)